# Bầu trời bán cầu nam

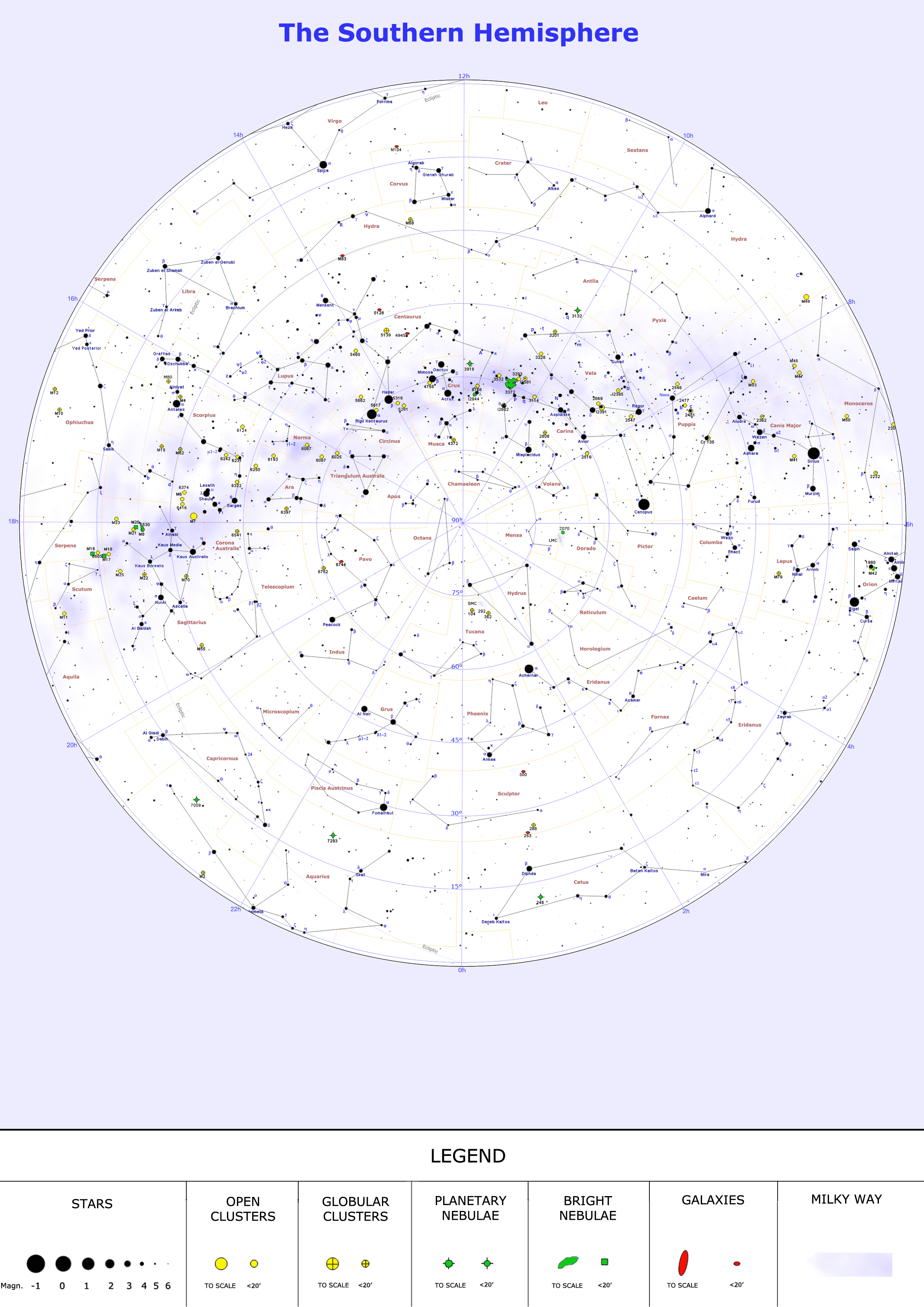
Một biểu đồ sao của toàn bộ bầu trời phía Nam, tập trung vào cực thiên nam

Bầu trời bán cầu nam, còn gọi là Bầu trời phía Nam, là nửa phía nam của thiên cầu; đó là, nó nằm ở phía nam của đường xích đạo thiên cầu. Quả cầu tùy ý này, trên đó các ngôi sao dường như cố định hình thành các chòm sao, dường như quay về phía tây quanh một trục cực do sự quay của Trái đất.
Tại bất kỳ thời điểm nào, toàn bộ Bầu trời phía Nam có thể nhìn thấy được từ khu vực địa lý Nam Cực, trong khi bán cầu này có thể nhìn thấy được ở phía bắc xa hơn mà người quan sát đứng tại một vị trí. Đối tượng tương tự ở phía bắc là Bầu trời bán cầu bắc.

## Thiên văn học

Trái đất quay trong thiên cầu. Theo quan điểm này, Nam bán cầu nằm dưới đường xích đạo thiên thể, vĩ tuyến giữa (màu lục lam).

Trong bối cảnh các cuộc thảo luận thiên văn hoặc viết về bản đồ thiên thể, nó cũng có thể được gọi đơn giản là Nam bán cầu.
Với mục đích lập bản đồ thiên thể, bầu trời được các nhà thiên văn học coi là bên trong một quả cầu chia làm hai nửa bởi đường xích đạo thiên cầu. Bầu trời phía Nam hay Nam bán cầu do đó là một nửa của bầu trời nằm ở phía nam của đường xích đạo. Ngay cả khi đây là hình chiếu lý tưởng của xích đạo trên mặt đất lên quả cầu thiên thể tưởng tượng, bán cầu thiên thể Bắc và Nam không được nhầm lẫn với mô tả về bán cầu trên mặt đất của chính Trái đất.

## Quan sát
Từ Nam Cực, trong điều kiện tầm nhìn tốt, Bầu trời phía Nam có hơn 2.000 ngôi sao cố định có thể dễ dàng nhìn thấy bằng mắt thường, trong khi khoảng 20.000 đến 40.000 với công cụ hỗ trợ mắt. Ở các thành phố lớn, có thể nhìn thấy khoảng 300 đến 500 sao tùy thuộc vào mức độ ô nhiễm ánh sáng và không khí. Càng xa về phía bắc, người quan sát càng ít nhìn thấy sao hơn do càng gần các đô thị hơn.
Những ngôi sao sáng nhất đều lớn hơn Mặt trời. Sao Thiên Lang nằm trong chào sao Đại Khuyển có cấp sao biểu kiến cao nhất –1.46; nó có bán kính gấp hai lần so với bán kính mặt trời và xa 8.6 năm ánh sáng. Canopus và ngôi sao cố định Toliman (α Centauri), cách 4.2 năm ánh sáng, cũng nằm ở bầu trời phía Nam, có xích vĩ khoảng –60° – quá gần cực thiên nam nên không nhìn thấy được từ Trung Âu.